# Bukarest Neun

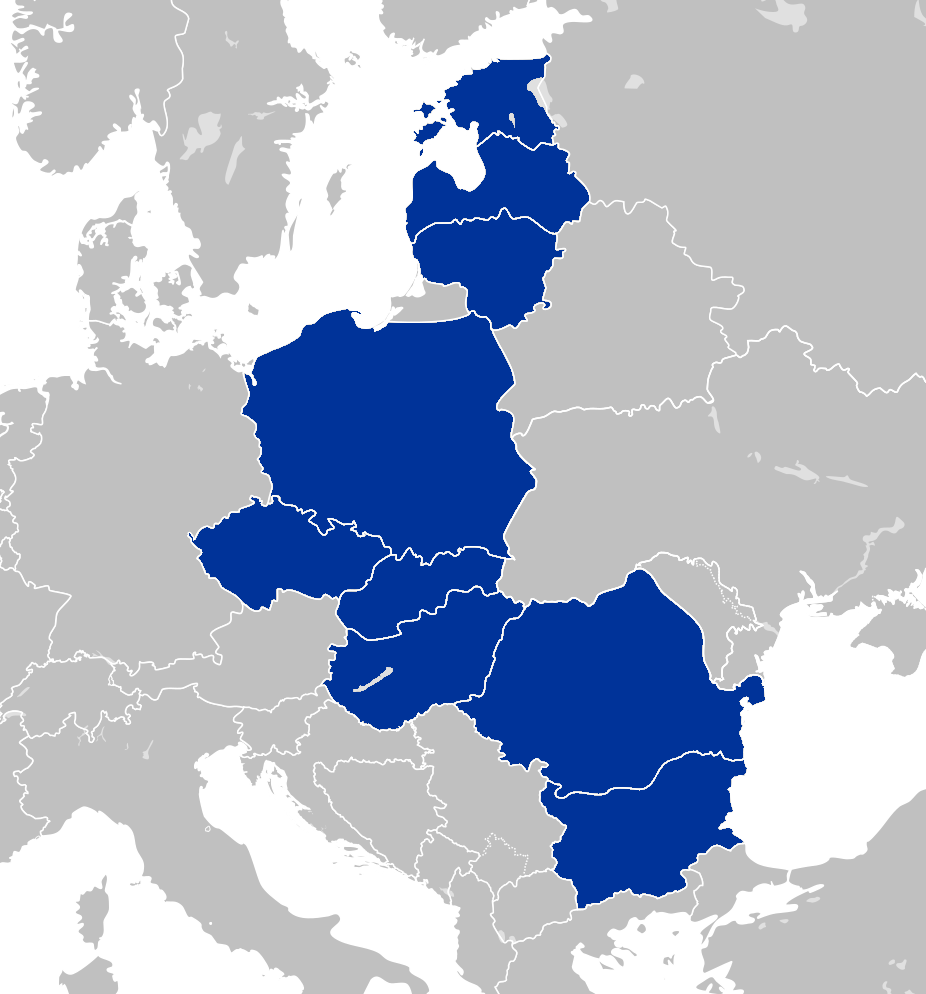
Mitgliedstaaten der Bukarest Neun

EU
Beitrittskandidaten
Bewerberstaaten

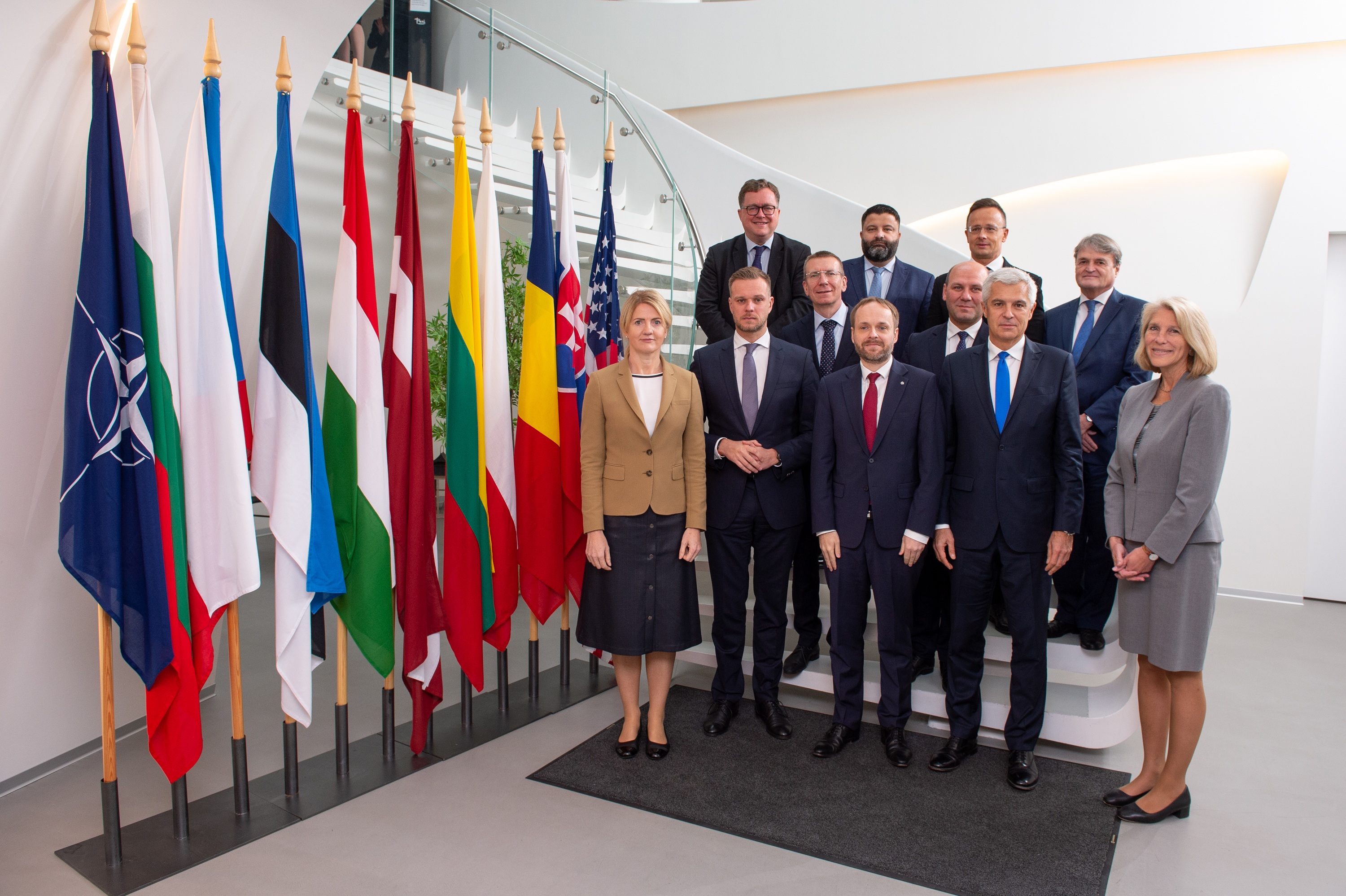
Ministertreffen der Bukarest Neun mit Vertretern der NATO und der Vereinigten Staaten im estnischen Tallinn am 27. Oktober 2021 (mit Karen Donfried, US Assistant Secretary of State for European and Eurasian Affairs, und Kyllike Sillaste-Elling, Director General of the NATO and Transatlantic Relations Directorate at the Estonian Foreign Ministry)

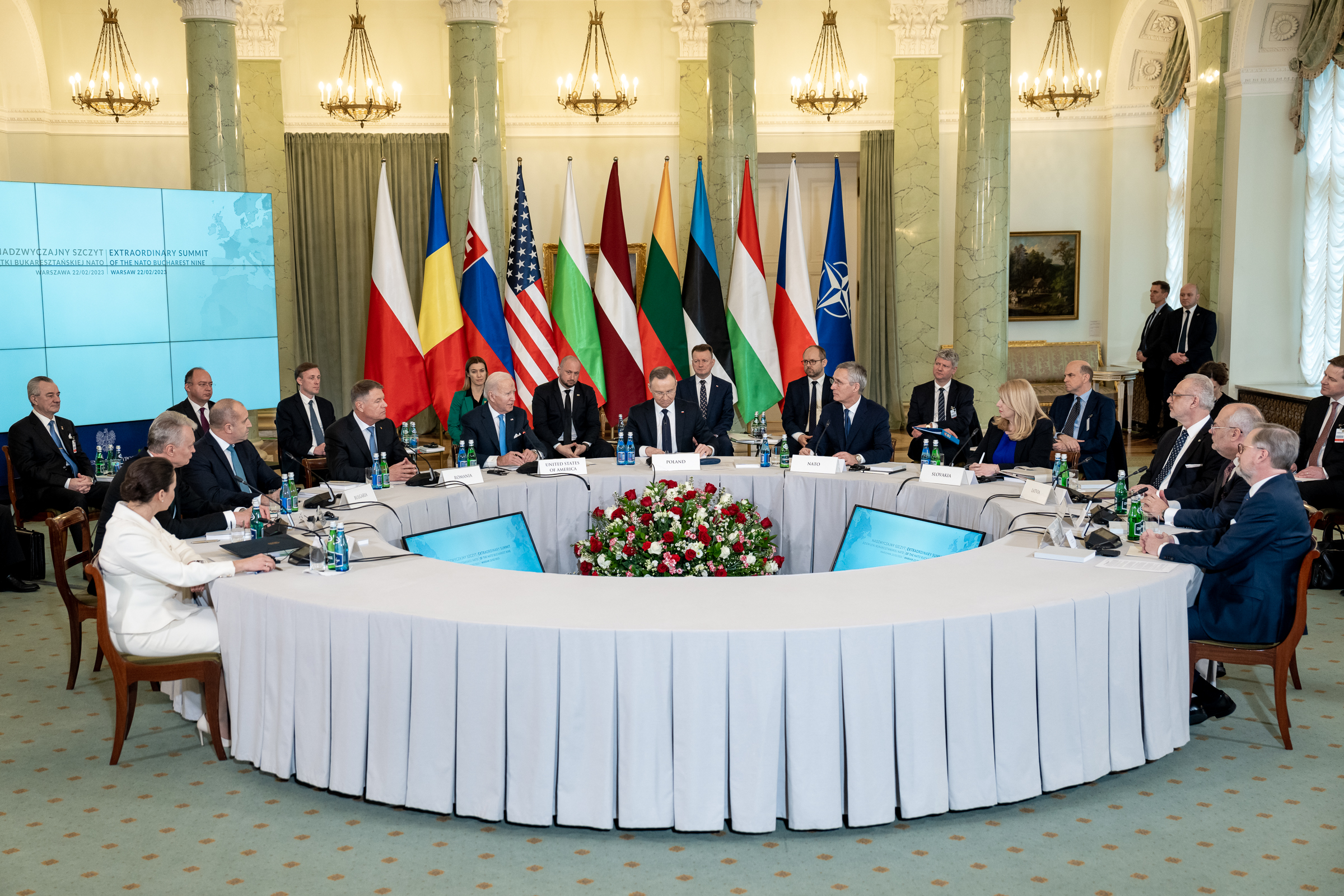
Gipfel in Warschau, Polen (22. Februar 2023)

Die Bukarest Neun oder auch das Bukarest-Format (B9 oder B-9; polnisch Bukaresztańska Dziewiątka, rumänisch Formatul București) ist eine Organisation, die am 4. November 2015 in Rumäniens Hauptstadt Bukarest auf Initiative des Präsidenten Rumäniens Klaus Johannis und des polnischen Präsidenten Andrzej Duda gegründet wurde. Mitglieder sind die osteuropäischen Mitgliedstaaten der NATO: neben Polen und Rumänien auch Bulgarien, Ungarn, Estland, Lettland, Litauen, Tschechien und die Slowakei. Ihre Entstehung ist hauptsächlich eine Reaktion auf die russische Annexion der Krim 2014 sowie die gleichzeitige russische Besetzung des Donbass. Alle B9-Mitgliedstaaten waren entweder Teil der Sowjetunion oder deren Interessensphäre.